# Ústrašice
Ústrašice (en allemand : Austraschitz) est une commune du district de Tábor, dans la région de Bohême-du-Sud, en République tchèque. Sa population s'élevait à 391 habitants en 2020.

## Géographie
Ústrašice se trouve à 3 km au sud-ouest du centre de Planá nad Lužnicí, à 9 km au sud de Tábor, à 44 km au nord-nord-est de České Budějovice à 86 km au sud-sud-est de Prague.
La commune est limitée par Zhoř u Tábora au nord-ouest, par Planá nad Lužnicí au nord-est et à l'est, par Skalice au sud et par Želeč et Malšice à l'ouest.

## Histoire
La première mention écrite du village date de 1405.